# Мянь Мянь
Мянь Мянь (кит. упр. 棉棉, пиньинь Mián Mián), настоящее имя Ван Синь (кит. упр. 王莘, пиньинь Wáng Xīn, род. 28 августа 1970 года, Шанхай) — китайская писательница. Скандальную популярность обрела после публикации романа «Конфетка» (кит. упр. 糖, пиньинь  táng). Роман был запрещен в Китае за откровенное описание эротических сцен и сцен употребления наркотиков.

## Биография
Мянь Мянь родилась 28 августа 1970 года в Шанхае в интеллигентной семье. Ее отец был инженером, а мать преподавателем русского языка.  Писательница с малых лет много путешествовала по разным городам. Период с 17 до 25 лет был достаточно нестабильным, в 1995 г. она вернулась в родной город лечиться от наркозависимости. Богатый жизненный опыт Мянь Мянь лег в основу ее творчества.

## Писательская карьера
Мянь Мянь начала печататься в 1997 г. Популярность получает после публикации своей первой новеллы «Конфетка», которая была сразу переведена на английский язык. В КНР книга попала под запрет.
Произведения Мянь Мянь отражают социальный облик городов в конце 90-х гг. XX века. Ее рассказы и романы наполнены наркотиками, сексом, душевнобольными (например рассказ «Пациентка» (кит. «一个病人») из сборника «Каждый хороший ребенок получает конфету» (кит.«每个好孩子都有糖吃»)).

## Скандалы
В 2009 г. Мянь Мянь подала в суд на компанию Google за нарушение авторских прав.  Google опубликовал на страницах интернет-библиотеки Google Books ее новеллу «Соленый любовник» (кит. 盐酸情人). Писательница потребовала выплатить ей 61.000 юаней (около 8900$) в качестве компенсации нанесенного ущерба. Данный иск стал первым, поданным против Google в Китае.
Газета China Youth Daily сообщает, что требование Мянь Мянь поддерживает Ассоциация писателей Китая, которая призывает Google уважать их права.
В конечном итоге по решению суда Google выплатил писательнице компенсацию в размере 5000 юаней. 

## Основные произведения
- 《啦啦啦》(«Ла-ла-ла»), 1997 г.
- 《糖》(«Конфетка»), 2000 г.
- 《每个好孩子都有糖吃》(«Каждый хороший ребенок получает конфету»), 2002 г.
- 《盐酸情人》 («Соленый любовник»), 2002 г.
- 《社交舞》(«Общий танец»), 2002 г.
- 《熊猫》(«Панда»), 2004 г.

## Переводы на русском языке
- Миан Миан. Конфетка. Столица-принт, М. 2005. 352 с. (перевод с английского Т. Ждановой)

## Фильмы
По мотивам повести Мянь Мянь «Мы боимся» (кит. 我们害怕) 2001 г. снят фильм, где писательница играет одну из ведущих ролей. 